# Plantago hispida
Plantago hispida är en grobladsväxtart som beskrevs av Robert Brown. Plantago hispida ingår i släktet kämpar, och familjen grobladsväxter. Inga underarter finns listade i Catalogue of Life.